# Eigensdörfer

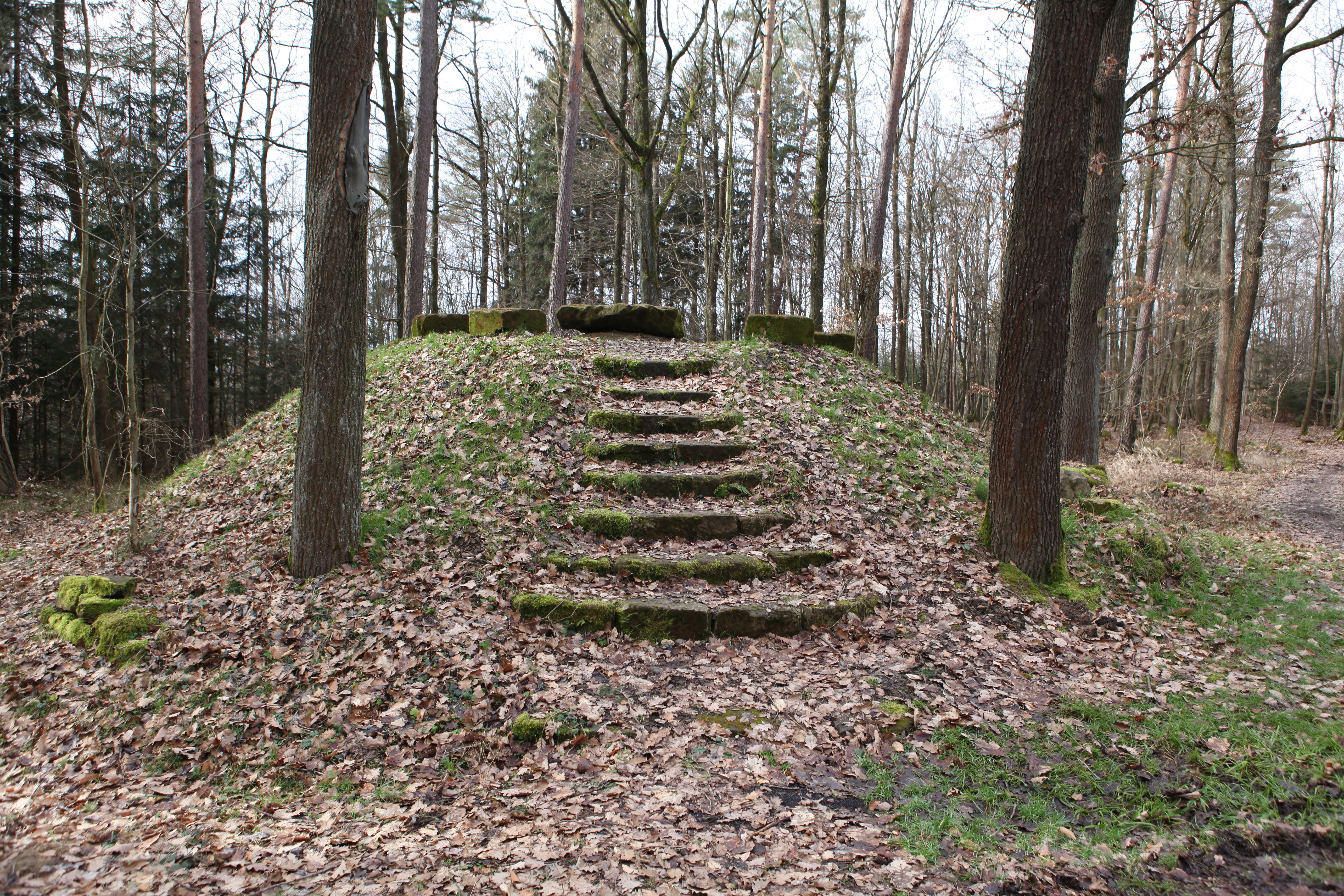
Nachbau des Gerichthügels am Tiereller bei Watzendorf

Eigensdörfer ist die frühere Sammelbezeichnung der Ortschaften Gossenberg, Neuses an den Eichen und Watzendorf im Landkreis Coburg in Oberfranken, die heute alle Ortsteile der Gemeinde Großheirath sind.
Der Begriff ist darauf zurückzuführen, dass diese Dörfer früher ihre eigene Gerichtshoheit besaßen. Die Aufgabe des Scharfrichters übernahm dabei jeweils der jüngste Ehemann im Dorf.
Diese besondere Gerichtsbarkeit geht der Sage nach auf Kaiser Heinrich II., genannt „der Heilige“, zurück, der während des Baus des Bamberger Doms eine Wallfahrt zur „wundertätigen Maria von Watzendorf“ gemacht haben soll, wobei der Tross auf dem nahe gelegenen Tiereller (einem Hügel im Besitz Heinrichs) zurückgelassen worden war und der Kaiser zu Fuß nach Watzendorf ging. Aufgrund der guten Bewirtung durch die drei umliegenden Dörfer verlieh ihnen der Kaiser eine eigene Gerichtsbarkeit.